# Granatäpple (manzana)
Granatäpple es el nombre de una variedad cultivar de manzano (Malus domestica). 
Un híbrido de manzana, variedad antigua de la herencia originaria de Suecia en la zona de Halland. Las frutas son de tamaño mediano la carne que está suelta tiene un sabor agridulce y jugoso. Adecuado su cultivo en Suecia en la zona de rusticidad delimitada por el departamento USDA, de nivel 1 a 2.

## Sinonimia
- "Hellerups klarett" en Skåne.

## Historia
Desde hace cientos de años, la variedad se ha cultivado en los distritos de Himle, Viske y Arstad en Halland, como lo atestiguan los numerosos árboles antiguos que allí se encuentran. No está claro cómo llegó a Halland, pero dado que no ha sido posible encontrar ningún equivalente a la variedad, se puede suponer que su origen es sueco.
La manzana se mencionó correctamente durante las primeras décadas del siglo XX y se incluyó en la lista de variedades de la Sociedad Pomológica Sueca. Luego se cultivó mucho en Halland y también se encontró en más jardines en Escania (Skåne), donde a menudo se los llamaba "Hellerups Klarett". Su descripción está incluida en la relación de manzanas cultivadas en Suecia en el libro "Äpplen i Sverige : 240 äppelsorter i text och bild."-(Manzanas en Suecia: 240 variedades de manzanas en texto e imagen).

## Características
'Granatäpple' es un árbol de un vigor fuerte. Tiene un tiempo de floración que comienza a partir del 28 de abril con el 10% de floración, para el 4 de mayo tiene una floración completa (80%), y para el 11 de mayo tiene un 90% caída de pétalos.
'Granatäpple' tiene una talla de fruto mediano; forma redondeada, con el contorno irregular con ligeras prominencias angulares; con nervaduras medias, y corona media; piel fina y ligeramente brillante, además de grasa, epidermis con color de fondo es verde amarillento, con un sobre color rosado intenso, importancia del sobre color muy bajo a bajo (5-15%) muy localizado, y patrón del sobre color mancha localizada, lenticelas de tamaño pequeño, ruginoso-"russeting" (pardeamiento áspero superficial que presentan algunas variedades) muy bajo; cáliz es pequeño y cerrado, enclavado en una cuenca estrecha y poco profunda con ligero ruginoso-"russeting" en su pared, y con una ligera corona; pedúnculo es de longitud medio y de calibre medio, enclavado en una cuenca media con ligero ruginoso-"russeting" en su pared, presentando una mancha de color rosado intenso alrededor de la cavidad peduncular sale de la cavidad  e irradia escasamente al hombro; carne de color blanco amarillento, pulpa con textura suelta, jugosa y ligeramente agria.
La manzana madura en noviembre, y luego se puede almacenar durante aproximadamente tres meses.

## Usos
Una buena manzana para comer fresca en postre de mesa, y como manzana para preparaciones culinarias.

## Ploidismo
Diploide, polen auto estéril, para su polinización necesita variedad de manzana con polen compatible.

## Susceptibilidades
Presenta cierta resistencia a la sarna del manzano y al mildiu.